# نیروگاه بادی رمپیون
نیروگاه بادی رمپیون (انگلیسی: Rampion Wind Farm) یک نیروگاه بادی دریایی است که دور از سواحل ساسکس، بریتانیا قرار دارد، این نیروگاه که توسط شرکت ا.آن ایجاد شد اکنون توسط شرکت اروه‌ئه در حال بهره‌برداری است. ظزفیت تولید برق این نیروگاه ۴۰۰ مگاوات است (در ابتدا ۷۰۰ مگاوات برای آن برنامه‌ریزی شده بود). این نیروگاه در ماه آوریل ۲۰۱۸ راه‌اندازی گردید و اولین نیروگاه بادی دریایی در تمام سواحل جنوبی انگلستان قلمداد می‌گردد.